# Nanochromis parilus
Nanochromis parilus és una espècie de peix de la família dels cíclids i de l'ordre dels perciformes que es troba a Àfrica, al riu Congo.
Els mascles poden assolir els 4,4 cm de longitud total.